# Steinkohlenbauverein Gersdorf

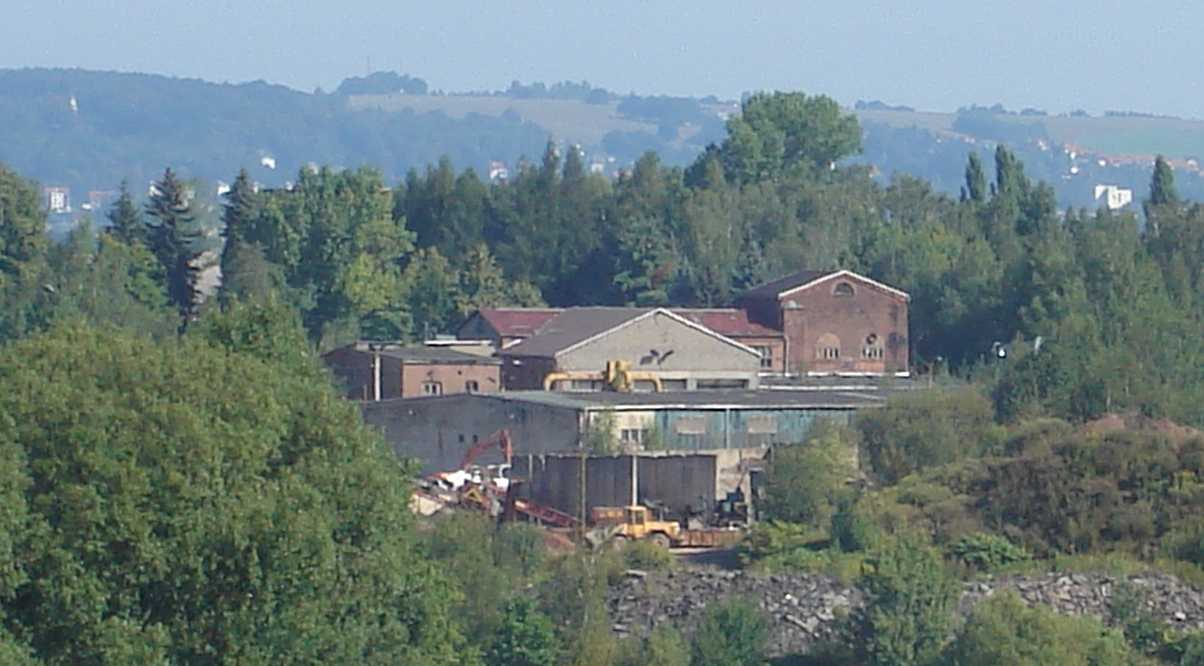
Übriggebliebene Anlagen des Merkurschachtes (2009)

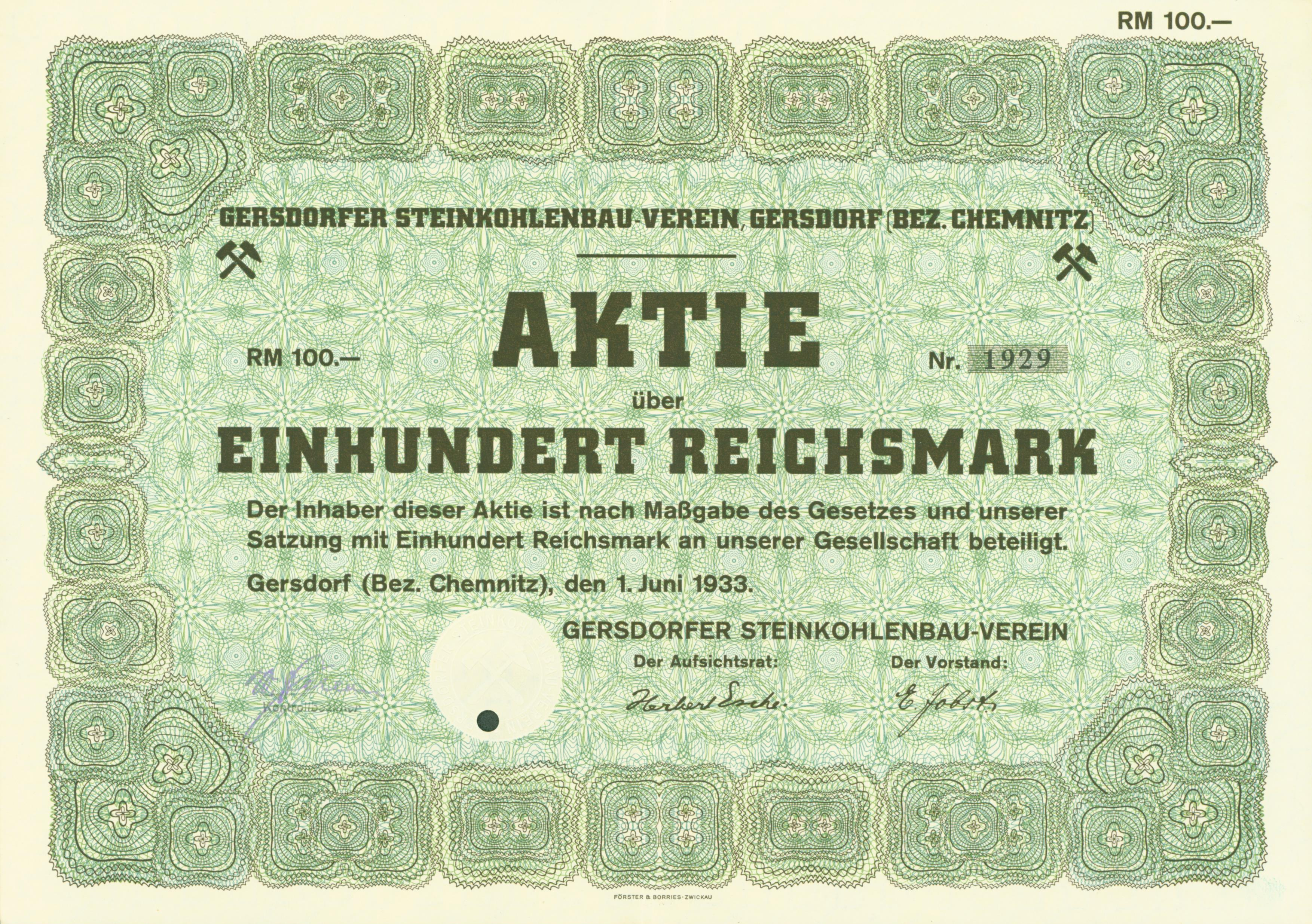
Aktie über 100 RM des Gersdorfer Steinkohlenbau-Vereins vom 1. Juni 1933

Der Steinkohlenbauverein Gersdorf war ein Bergbauunternehmen auf Steinkohle in Gersdorf im Lugau-Oelsnitzer Steinkohlenrevier, welches von 1871 bis 1944 existierte.

## Geschichte

### Die ersten Jahre bis 1879

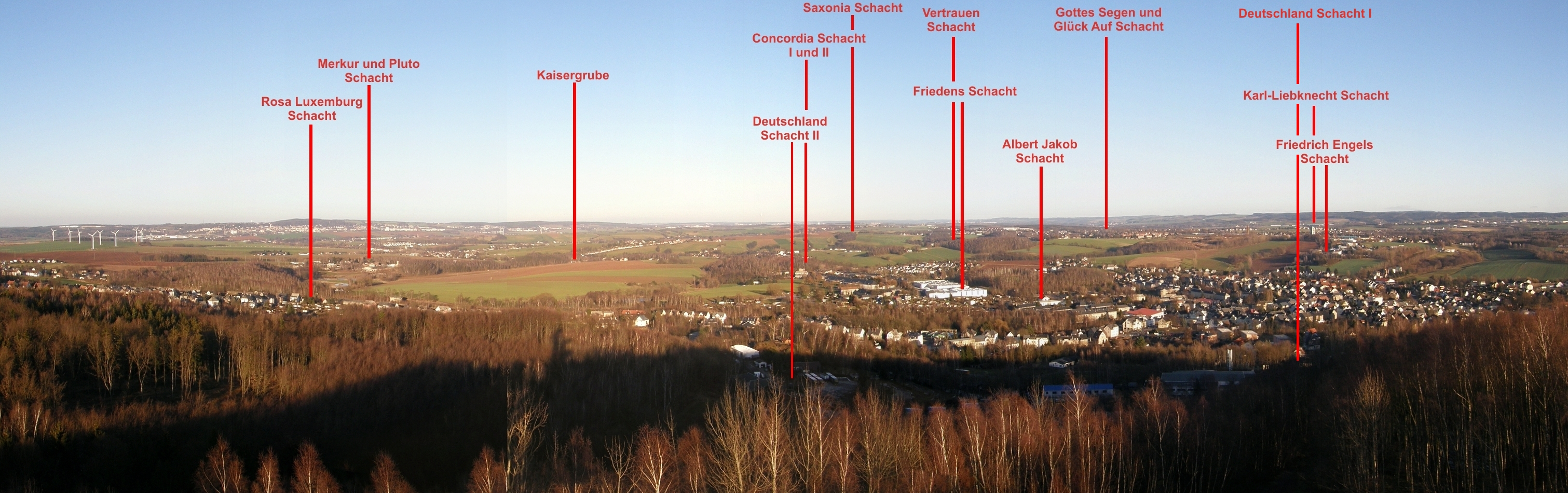
Die Schächte des Steinkohlenbauvereins (zweite von links) im Lugau-Oelsnitzer Revier

Am 14. November 1871 wurde der Gersdorfer Steinkohlenbergbauverein gegründet. Doch erst im 31. Januar 1872 konnte mit dem Abteufen des Pluto-Schachts, der nur etwa einen Kilometer von den Kaisergrubenschächten entfernt lag, auf dem 344 ha großen Grubenfeld begonnen werden. Durch die zahlreichen Probleme, die u. a. in großem Wasserzufluss und einem Mangel an geeigneten Arbeitskräften bestanden, wurden erst im Sommer 1876 in 680 m und 748 m Teufe zwei Flöze, die zusammen 3,9 Meter mächtig waren, erreicht. Daraufhin wurde das Abteufen des Plutoschachts bei 748 m Tiefe beendet. 1879 wurde der Schacht nochmals bis auf 736 m weitergeteuft und damit ein 2,20 m mächtiges drittes Flöz erreicht.
In 160 m Entfernung vom ersten Schacht begann ebenfalls am 31. Januar 1872 das Abteufen des zweiten Schachtes, dem Merkur-Schacht, das ähnlich langsam wie beim ersten Schacht vonstattenging. Erst 1878 konnte bei 681 m Teufe eine Verbindung zum Plutoschacht hergestellt werden. Bei 769 m Teufe wurde das Abteufen eingestellt. Damit standen dem Steinkohlenbauverein drei Flöze mit insgesamt 6,1 m Steinkohle zur Verfügung.
Bereits ab 1877 konnten die erste Steinkohle verkauft werden, die zunächst noch mit Pferdegeschirren abtransportiert wurde.

### Bis zur Schließung des Bergwerks 1944

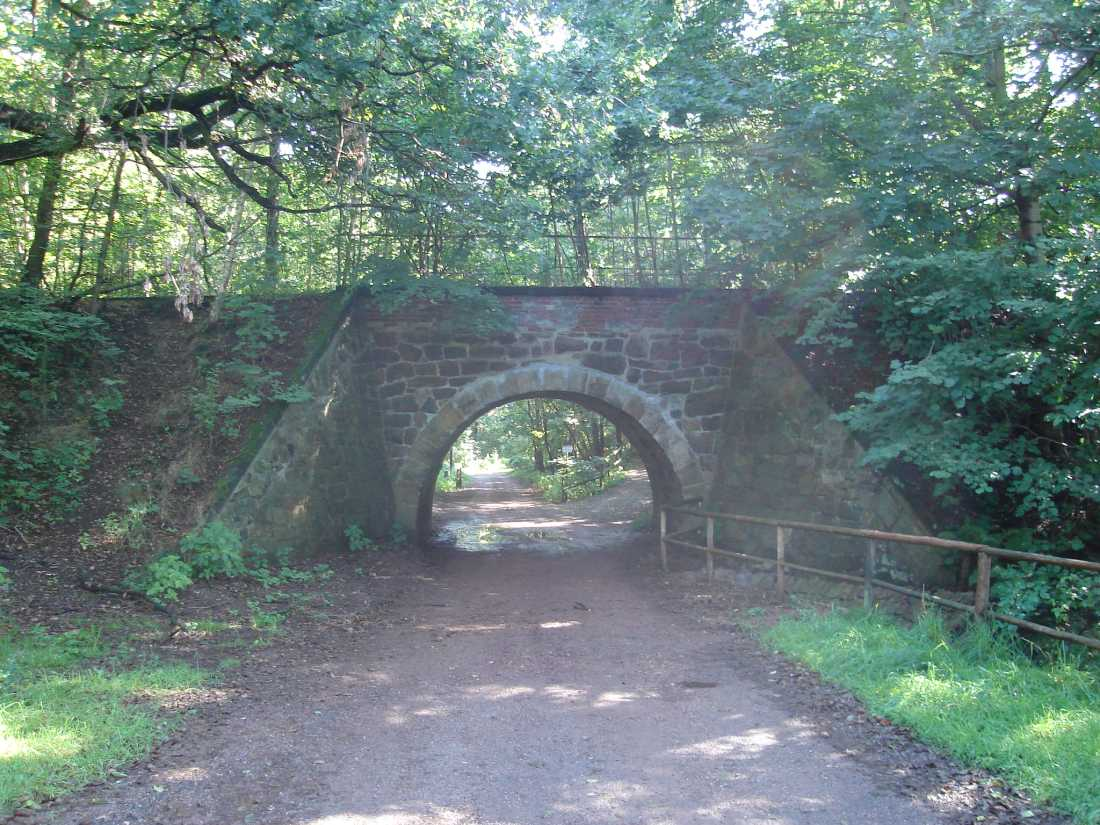
des Steinkohlenbauvereins vor dem Abriss (2009)

Bis 1879 steckte das Unternehmen in einer finanziellen Krise, da einerseits keine ausreichende Transportmöglichkeit für den Absatz der Produkte vorhanden war und andererseits das lang andauernde Abteufen der zwei Schächte enorme Finanzmittel verschlang. Doch am 1. September 1879 wurde eine 1,6 km lange Anschlussbahn ausgehend vom Bahnhof Oelsnitz an der Strecke Stollberg–St. Egidien eröffnet. Drei der vier je 350 m langen parallelen Gleise im Grubengelände dienten dem Kohleversand, während das vierte für Materiallieferungen zur Verfügung stand. In der Folge entwickelte sich das Unternehmen finanziell und betrieblich gut weiter.
Nach dem Bergarbeiterstreik von 1912 wurden viele der mittlerweile 40 Jahre alten Betriebsanlagen umfassend modernisiert. Dabei errichtete man die erste elektrisch angetriebene und gleichzeitig erste Nassaufbereitung Sachsens. Im Gegensatz zu den anderen Steinkohlenwerken im Lugau-Oelsnitzer Bergbaurevier blieb das Unternehmen auch während der schwierigen Jahre nach dem Ersten Weltkrieg unabhängig.
Wegen großen Wasserzuflusses aus den 1930 stillgelegten Kaisergrubenschächten und der Erschöpfung der Kohlenvorräte wurde der Betrieb des Gersdorfer Steinkohlenbauvereins schließlich am 1. April 1944 eingestellt. Die Gesamtförderung betrug etwa 7 Millionen Tonnen Steinkohle.
Während des Zweiten Weltkriegs plante das Reichsministerium für Rüstung und Kriegsproduktion unter dem Decknamen Okapi eine Verlagerung der Textilmaschinenfabrik Carl Hamel AG Chemnitz nach Gersdorf in den Merkur- und Plutoschacht.

## Entwicklung nach 1944
Nach 1945 siedelten sich auf dem ehemaligen Schachtgelände mehrere kleinere und mittlere Firmen an. Ebenso ist die ehemalige Anschlussbahn noch vorhanden, die aber seit Anfang der 1990er Jahre nicht mehr benutzt wurde und mittlerweile komplett zugewachsen ist. Deren Brücke über die Straße „Hinterm Idaschacht“ wurde 2018 wegen Einsturzgefahr abgerissen.
Nach Angaben des Sächsisches Oberbergamtes aus dem Jahr 2022 hatte der Pluto-Schacht eine Teufe von 753 Metern, eine Schachtscheibe von 7 Metern mal 1,8 Metern und war mit Holz, Eisen und Steinen ausgebaut. Ab 2023 ist eine Sanierung der verfüllten Schachtsäule geplant.